# Lipniku
Koordinaten: 59° 7′ N, 27° 20′ O
Lipniku ist ein Dorf (estnisch küla) in der Landgemeinde Alutaguse (bis 2017 Iisaku). Es liegt im Kreis Ida-Viru (Ost-Wierland) im Nordosten Estlands.
Das Dorf hat zwölf Einwohner (Stand 16. Oktober 2010).